# Schuitemania merrillii
Schuitemania merrillii är en orkidéart som först beskrevs av Oakes Ames, och fick sitt nu gällande namn av Paul Ormerod. Schuitemania merrillii ingår i släktet Schuitemania och familjen orkidéer. Inga underarter finns listade i Catalogue of Life.